# Еліав Бєлоцерковські
Еліав Бєлоцерковські (нар. 1969, Кишинів, Молдавська РСР, СРСР) — ізраїльський дипломат, Надзвичайний і Повноважний Посол Ізраїлю в Україні у 2014—2018 році

## Життєпис
Отримав ступінь бакалавра за спеціальністю «Міжнародні відносини і Далекий Схід» в Єврейському університеті в Єрусалимі. Потім захистив ступінь магістра за програмою міжнародного менеджменту Бостонського університету в Ізраїлі.
Дипломатичну кар'єру розпочав в 1995 році в Міністерстві закордонних справ Ізраїлю.
Кадровий дипломат, служив у департаменті економічних зв'язків, начальником відділу Китаю та Індії в МЗС Ізраїлю, на дипломатичній службі в Сінгапурі, на Кіпріо, останнім часом був першим заступником посла Ізраїлю в Нью-Делі.
З 2014 року — Надзвичайний і Повноважний Посол Ізраїлю в Києві (Україна).
27 серпня 2014 року вручив копії вірчих грамот заступнику міністра закордонних справ України Данилу Лубківському.
11 вересня 2014 року вручив вірчі грамоти Президенту України Петру Порошенку.